# Römische Stadtmauer von Verona

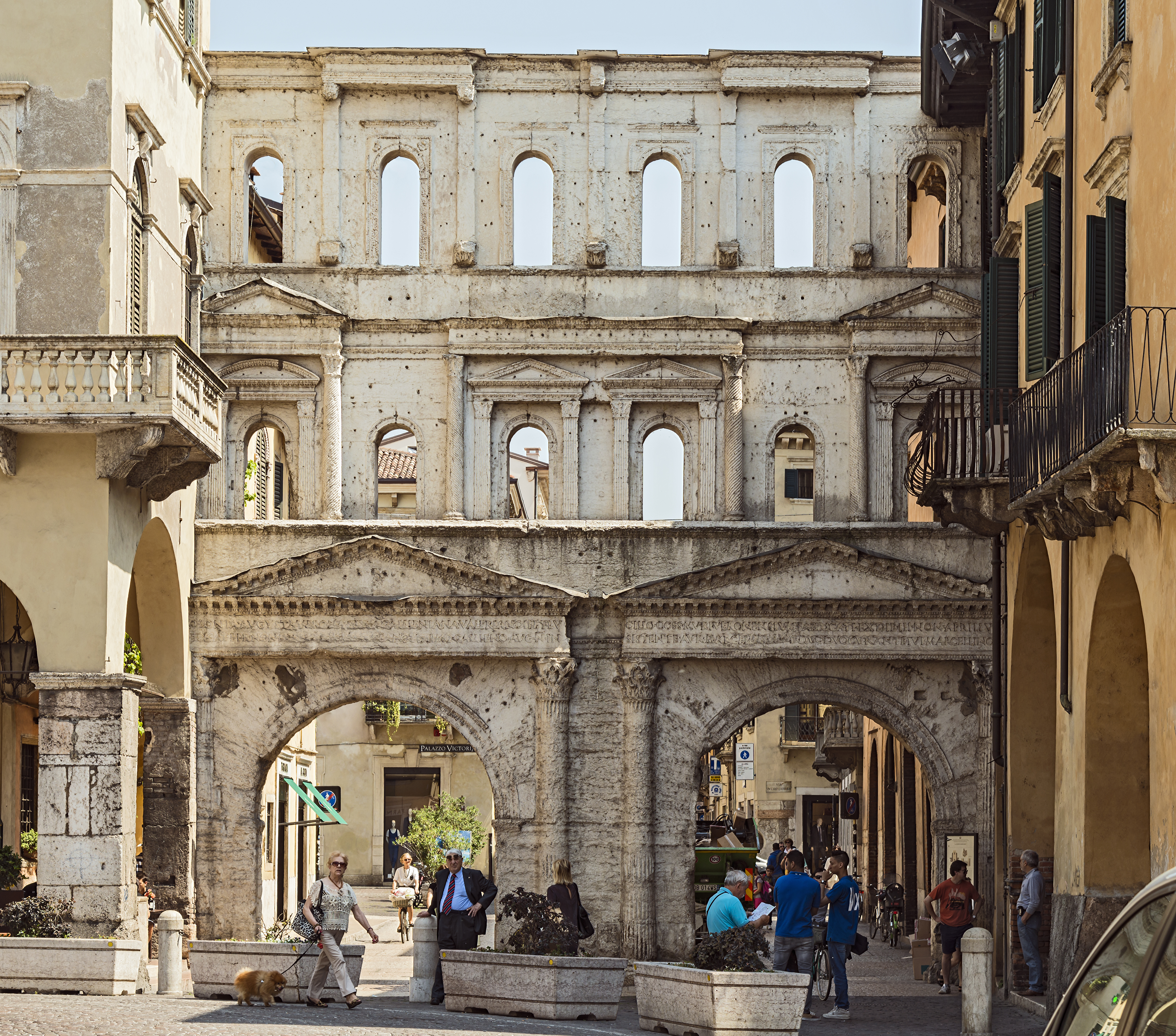
Die unter Kaiser Claudius im 1. Jhdt. n. Chr. errichtete Steinfassade der Porta Iovia, heute Porta Borsari – Agrum Seite

Die Römische Stadtmauer von Verona wurde im 1. Jahrhundert v. Chr. errichtet und war die erste Stadtmauer, mit der die oberitalienische Stadt Verona in Venetien umgeben wurde. Die im Laufe der Geschichte mehrmals ausgebauten Stadtmauern machen Verona laut der UNESCO zu einem außergewöhnlichen Beispiel für eine in Europa in mehreren Schritten entstandene Festungsstadt.

## Geschichte
Die städtebauliche Entwicklung Veronas unter den Römern ist eng mit dem Bau der römischen Stadtmauern verbunden und gab ihr einen entscheidenden Anstoß.

### Römische Republik
Eine erste Stadtmauer wurde noch während der römischen Republik um 89 v. Chr. nach der Verabschiedung der Lex Pompeia de Transpadanis durch den Konsul Gnaeus Pompeius Strabo errichtet. Mit dem Gesetz wurde den Bewohnern der im 3. Jahrhundert v. Chr. von den Römern eroberten Gallia Cisalpina das latinische Bürgerrecht verliehen. In der Folge wurde die am linken Etschufer gelegene römische Siedlung Ouéron am Colle San Pietro zum Oppidum ausgebaut, die an der im 2. Jahrhundert v. Chr. erbauten Römerstraße Via Postumia entstanden war. Die erste Stadtmauer umschloss vermutlich den gesamten Hügel San Pietro. Sie fiel der radikalen Umgestaltung dieses Bereiches unter Kaiser Augustus um 10 v. Chr. zum Opfer, der am Colle San Pietro einen Monumentalbereich errichten ließ, zu dem neben Tempelanlagen auch das römische Theater gehörte.
Mit der Ernennung zum Municipium und der Verleihung des römischen Bürgerrechtes 49 v. Chr. durch Gaius Iulius Caesar erfuhr Verona eine radikale städtebauliche Veränderung, die nach einigen Autoren von Caesar selbst ausging. Es entstand nun auf der rechten Flussseite innerhalb der Flussschleife der Etsch die römischen Stadt mit ihren insulae und den Stadtachsen decumanus maximus – den heutigen Corso Porta Borsari und Corso Sant’Anastasia – und dem cardo maximus – der heutigen Via Capello und Via Leone. Die Stadterweiterung wurde umgehend mit Stadtmauern geschützt, die das neue Siedlungsgebiet im Südwesten und Südosten eingrenzten, während auf den übrigen Seiten die Etsch natürlichen Schutz bot. Nach Marchini war die Neuanlegung innerhalb der Flussschleife gerade darauf ausgelegt gewesen, den Schutz und die Verteidigung wesentlich zu verbessern.
Die aus Mauerziegeln errichtete Stadtmauer besaß am decumanus maximus mit der Porta Iovia, heute Porta Borsari, und der Porta Leoni am cardo maximus zwei Torburgen, die als Haupttore fungierten. Sie bestand aus zwei mehr oder weniger geradlinig verlaufenden Abschnitten und verlief vom Etschufer am westlichen Ortsrand auf Höhe des Stadttores Porta Borsari zunächst in südöstlicher Richtung. Auf Höhe der Porta Leoni bog sie anschließend im fast rechten Winkel in nordöstlicher Richtung ab, bis sie wieder das Etschufer erreichte. Die Mauer war insgesamt etwa 940 Meter lang, bis zu 11 Meter hoch und besaß am Fuß eine Stärke von 3,6 Metern. Sie war damit eine der größten römischen Stadtmauern in Oberitalien und schützte insgesamt eine Fläche von 43 Hektar, auf denen sich die Stadt entwickeln konnte. Neben den beiden Haupttoren gab es an den Nebenstraßen weitere kleinere Durchgänge, die von darüber liegenden Tortürmen geschützt wurden.
Auf der Basis bei archäologischen Grabungen gesammelter Daten konnte mit Hilfe von Computerrekonstruktionen festgestellt werden, dass die republikanische Stadtmauer sehr große Ähnlichkeiten mit der in Teilen noch stehenden römischen Stadtmauer in Turin gehabt haben muss. Die zur Stadt gerichtete Innenseite der Mauer war geradlinig angelegt. An der Außenseite befanden sich dagegen in Abständen von jeweils sechs Ziegelreihen Mauerabsätze, so dass die Stärke der Mauer nach oben hin abnahm. Eine Bauweise, die bereits zu Beginn des 1. Jahrhunderts v. Chr. geläufig war und in der Gallia Cisalpina im Laufe des 1. Jahrhunderts v. Chr. Verbreitung fand. An Stellen, die der Abnutzung besonders stark ausgesetzt waren, wurden statt Mauerziegeln Bruchsteine aus Kalk aus dem nördlich gelegenen Valpolicella verbaut. Die Fundamente, auf denen die Mauern ruhten, bestanden aus unterschiedlich großen Flusskieselsteinen.
Nach Bolla lassen die für eine Verteidigungsanlage zahlreichen Durchgänge den Schluss zu, dass die ersten Stadtmauern vor allem eine symbolische Aufgabe erfüllten, wie auch im Falle anderer römischer Städte in Oberitalien. Sie waren primär nicht als defensives Bollwerk ausgerichtet gewesen, sondern sollten der Siedlung vielmehr nach außen hin den Anschein einer Stadt vermitteln.

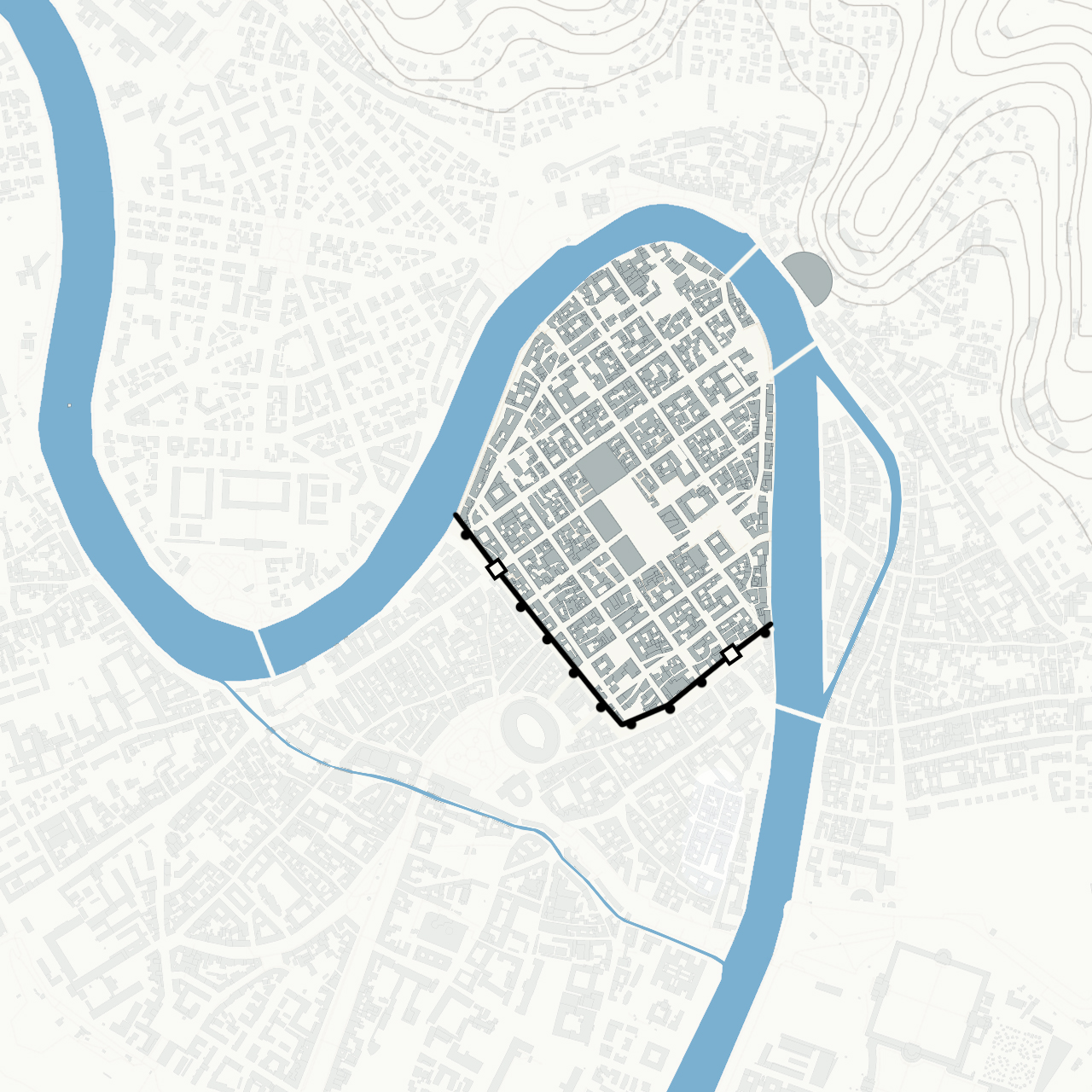
Verlauf der um 49 v. Chr. errichteten Stadtmauer
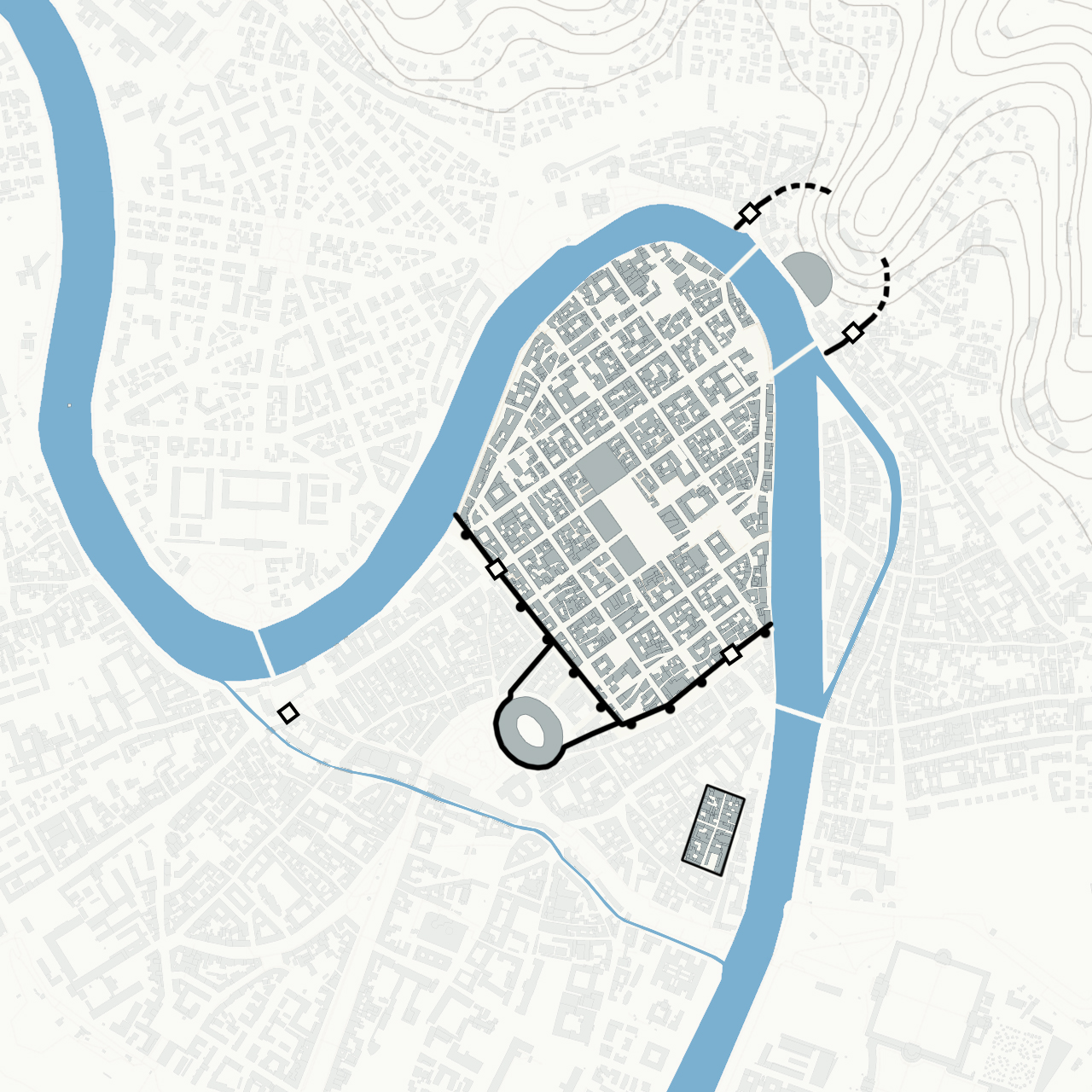
Die Stadtmauern nach ihrem Ausbau im 3. Jahrhundert
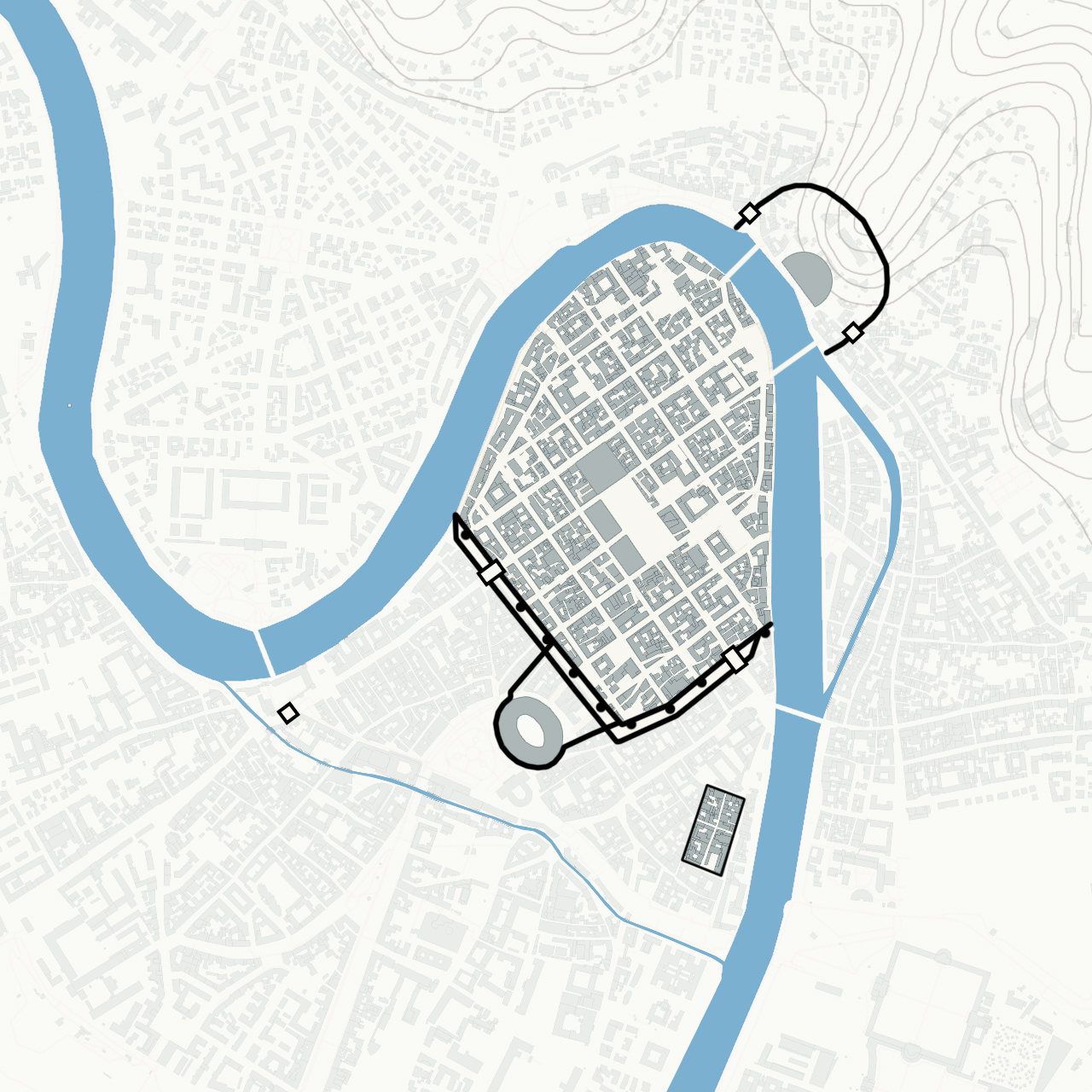
Nach dem Ausbau unter Theoderich zu Beginn des 6. Jahrhunderts

### Kaiserreich

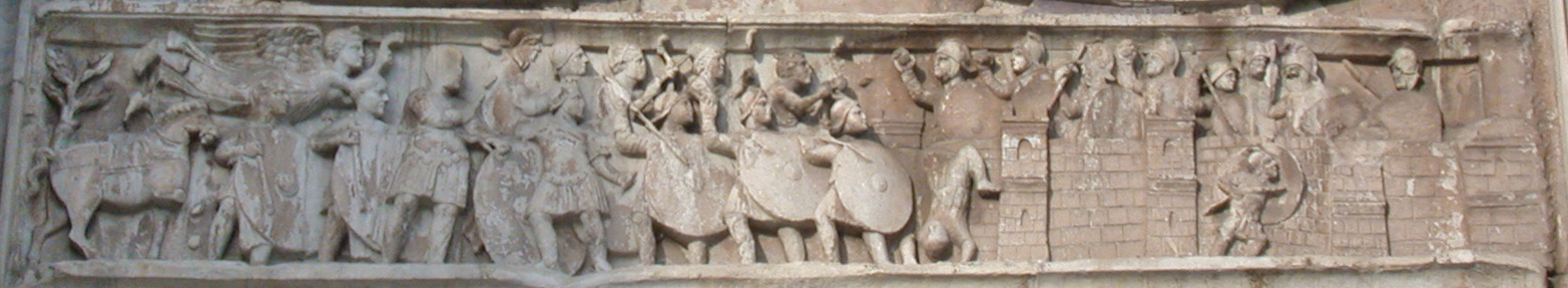
Belagerung Veronas durch Konstantin den Großen 312 n. Chr. Rechts die von den Truppen des Maxentius gehaltenen Stadtmauern. Fries auf dem Konstantinsbogen in Rom.

Während der konfliktlosen Anfangszeit des Kaiserreichs wurden die Stadtmauern vernachlässigt. An mehreren Stellen wurden sie abgetragen, um Platz für die expandierende Stadt zu schaffen. In diese Periode fällt auch die unter Kaiser Claudius in der ersten Hälfte des 1. Jahrhunderts n. Chr. durchgeführte Neugestaltung der Haupttore. Die Porta Iovia und die Porta Leoni sowie die zwei nicht erhaltenen Stadttore nördlich und südlich der Ponte Pietra erhielten 44 n. Chr. jeweils eine reich dekorierte Steinfassade, die vor der ursprünglichen Ziegelfassade hochgezogen wurde. Auslöser des pompösen Umbaus war vermutlich die Erhebung der Stadt zur Colonia.
Im Vierkaiserjahr 69 n. Chr. schlugen die Legionen des Vespasian vor der Stadtmauer ihr Lager auf, um hier die Legionen des Vitellius zu stellen. Zur Entscheidungsschlacht im römischen Bürgerkrieg kam es jedoch nicht vor den Toren Veronas, sondern weiter südwestlich in der Po-Ebene in der Zweiten Schlacht von Bedriacum. Aus den Schriften des Tacitus geht hervor, dass die Truppen des Vespasian zum Schutz einen Graben mit einer Palisade errichteten, der auf Höhe des heutigen Castelvecchio von einer Seite der Etschschleife zur anderen führte. Das lässt den Schluss zu, dass die einige hundert Meter dahinter liegende Stadtmauer aufgrund der Stadterweiterungen bereits sehr löchrig gewesen sein muss und keinen ausreichenden Schutz mehr bot.
In der anschließenden längeren friedlichen Phase wurde den städtischen Verteidigungsanlagen keine größere Beachtung geschenkt. Daran änderten auch die Markomannenkriege im 2. Jahrhundert nichts, obwohl sie die Einwohner Veronas wohl eine Zeit lang beunruhigten. Erst in der Reichskrise des 3. Jahrhunderts unter den Soldatenkaisern änderte sich die Lage, auch wenn zunächst die 249 bei Verona stattgefundene Schlacht zwischen Kaiser Philippus Arabs und seinem Usurpator und Nachfolger Decius zu keinem Umdenken führte. Es war schließlich der seit 253 regierenden Kaiser Gallienus, der Hand an die Stadtbefestigung legte und unter anderem die bis dahin vor den Stadtmauern gelegene Arena von Verona durch die Verlängerung der Mauern ebenfalls in die städtische Verteidigung mit einbezog. Ausschlaggebend für den Ausbau war der Einfall der Alamannen im Jahr 259 nach Oberitalien gewesen. Zwar wurden die Alamannen von Gallienus in der Schlacht von Mediolanum geschlagen, es wurden aber weitere Einfälle befürchtet. Gallienus ließ deshalb Verona zur Festungsstadt ausbauen, wie es bereits einige Zeit vorher mit Aquileia der Fall geschehen war. Dass die Befürchtung berechtigt war, zeigt der Einfall der Alamannen im Jahr 268, die unter seinem Nachfolger Claudius Gothicus am nahen Gardasee in der Schlacht am Lacus Benacus geschlagen wurden.
Nach dem Geschichtsschreiber Herodian musste die zum Großteil abgetragene Stadtmauer unter Kaiser Gallienus mehr oder weniger neu aufgebaut werden. Eine noch erkennbare Inschrift an der Porta Borsari erinnert an den Neubau zwischen dem 3. April und 4. Dezember 265. Die an dem Stadttor angebrachte Inschrift täuscht dabei ohne Zweifel einen Neubau vor, von dem bis in die 1990er Jahre auch ausgegangen wurde. Erst danach haben Archäologen bei Grabungen festgestellt, dass unter Gallienus vielmehr die republikanische Mauer wieder aufgebaut wurde. Lediglich die 550 m lange Mauer, mit der die Arena miteinbezogen wurde, stellte einen kompletten Neubau dar. Letztere schließt in der Tat an die ältere republikanische Mauer an. Dass die Arbeiten unter der ständigen Bedrohung eines weiteren Einfalls der Alamannen und damit unter einem gewissen Zeitdruck durchgeführt wurden, ist an der mangelnden Sorgfalt zu erkennen, mit der die Arbeiten ausgeführt wurden. So wurde im Gegensatz zum gleichmäßig errichteten Mauerziegelbau aus der Mitte des 1. Jahrhunderts v. Chr. beim Bau 265 jedes verfügbare Baumaterial, unter anderem Grabsteine, zusammengerafft.
Auch in der Folge sollte sich die militärische Bedeutung Veronas, an dem neben der Via Postumia noch die Via Gallica und die Via Claudia Augusta vorbeiführten, zeigen. So 285, als Kaiser Carinus den Usurpator Marcus Aurelius Iulianus in der Schlacht bei Verona schlug. Ist der Austragungsort der letztgenannten Schlacht umstritten, gibt es keine Zweifel über die 312 stattgefundene Schlacht von Verona. In der zwischen den Truppen Konstantins des Großen und den Truppen des Marcus Aurelius Valerius Maxentius unter dem Kommando des Prätorianerpräfekten Ruricius Pompeianus ausgetragenen Schlacht erzielte Konstantin einen bedeutenden Sieg auf seinem Weg zur Machtergreifung.
Bei der Belagerung durch die Truppen Konstantins wurden Breschen in die Stadtmauer geschlagen, die womöglich zunächst nicht geschlossen wurden. Im Laufe des 5. Jahrhunderts müssen die Mauern zu Ende des römischen Reiches noch mit Mauerspornen und Wehrtürmen verstärkt worden sein, wie bei archäologischen Grabungen festgestellt wurde. Allerdings widerstanden sie weder dem Ansturm der Westgoten unter Alarich I. 402 noch dem Angriff der Hunnen unter Attila 452.

### Nach dem Zerfall des Imperium Romanum
Nachdem Theoderich im September 489 Odoaker bei Verona geschlagen hatte, fiel die Stadt an den Ostgotenkönig. Unter Theoderich blühte Verona wieder auf und nahm nach Ravenna de facto die Rolle einer zweiten Hauptstadt ein.
Die strategische Lage Veronas am südlichen Alpenrand unweit der Stelle, an der das Etschtal aus den Alpen tritt, und am Schnittpunkt mehrerer Römerstraßen sollte Theoderich zum Anlass nehmen, die Verteidigungsanlagen der Stadt zu stärken. Laut dem Text Anonymus Valesianus war es Theoderich, der eine zweite Stadtmauer errichten ließ. Sie wurde in einem Abstand von 8 bis 10 Metern vor der älteren römischen Stadtmauer erbaut und war ursprünglich über 14 m hoch, womit sie die erste Stadtmauer überragte. Beim Bau wurde zumeist auf römisches Baumaterial zurückgegriffen und unter anderem Steinblöcke des äußeren Ringes der Arena verbaut, ein Beleg dafür, dass der Abriss des äußeren Ringes unter dem Ostgotenkönig stattfand. Dabei muss der Abriss vor allem militärische Gründe gehabt haben, da die Arena die römischen Stadtmauern überragte und sie bei Verlust die Verteidiger auf den Stadtmauern in arge Bedrängnis gebracht hätte. Im Gegensatz zu dem unter Gallienus schlampig ausgeführten Ausbau der ersten Mauer gingen die Ostgoten mit wesentlich mehr Sorgfalt vor. Unter Theoderich wurde auch die unter Gallienus um die Arena herum errichtete Mauer erhöht und auf die gleiche Höhe der neuen Stadtmauern gebracht.
Er wird angenommen, dass unter Theoderich auch das linke Etschufer um den Colle San Pietro, auf dem er seinen Palast errichten ließ, mit einer Mauer umgeben wurde. Darauf verweist auch eine Stelle im Anonymus Valesianus im Bezug auf Umbauarbeiten an der Kirche Santo Stefano, die laut dem Text dem Bau eines Stadttores zum Teil im Wege stand. Untermauert wird diese Annahme durch die bei Grabungen entdeckten Mauerreste eines Stadttores auf Höhe des römischen Theaters.
An der unter Theoderich errichteten Stadtbefestigung sollte sich mehrere Jahrhunderte lang nichts Wesentliches ändern. Erst im 12. Jahrhundert ließ die Kommune neue Mauern errichten. In Folge der Stadterweiterung wurden die römischen Mauern und die zweite von Theoderich errichtete Mauer schließlich zum Großteil abgetragen.

## Erhaltene Überreste

### Porta Borsari
Die Porta Borsari, zur Zeit der Römer Porta Iovia, ist eines der beiden in Teilen erhalten gebliebenen Stadttore. Sie ist mit der Porta Leoni das bedeutendste und zugleich augenfälligste Überbleibsel der römischen Stadtbefestigung. Von dem am decumanus maximus gelegenen Tor ist die unter Kaiser Claudius im 1. Jahrhundert n. Chr. errichtete Außenfassade aus weißem Bruchstein erhalten, hinter der das eigentliche Stadttor aus Mauerziegeln stand.

### Porta Leoni
Von der in der Via Leoni gelegenen Porta Leoni, deren ursprünglicher Name nicht überliefert ist, ist der nordöstliche Flügel der zur Stadt gerichteten Innenfassade erhalten. Die ebenfalls unter Kaiser Claudius erbaute Fassade grenzt an die noch vorhandene Ziegelmauer des eigentlichen Stadttores. Beide Mauern trennt ein etwa 30 cm breiter Spalt. Die daneben freigelegten Fundamente der südwestlichen Torseite geben einen Eindruck von der eigentlichen Größe des Tores. Zu erkennen sind auch die Fundamente einer der beiden Türme, die an der Außenseite der Porta Leoni lagen.

### Piazza Mura del Gallieno
An der nordöstlichen Seite der Arena an der Piazza Mura del Gallieno finden sich Mauerreste der unter Kaiser Gallienus 265 erbauten Mauern. Es handelt sich dabei um ein Teilstück der Mauern, die die Arena umschlossen.

### Via Leoncino
In der von der Arena in nordöstlicher Richtung auf die Porta Leoni zulaufenden Via Leoncino sind auf mehreren nicht zugänglichen und nicht einsehbaren Privatgrundstücken an der Nordseite der Straße Reste der republikanischen Stadtmauer erhalten. Das größte erhaltene Teilstück ist 14 m lang, ein anderes 7 m lang, 1,8 m breit und bis zu 6 m hoch. In einem anderen Innenhof der Straße befindet sich zwischen Häusern eingebettet ein in Teilen noch erhaltener Wehrturm, mit dem die Stadtmauer bestückt war.

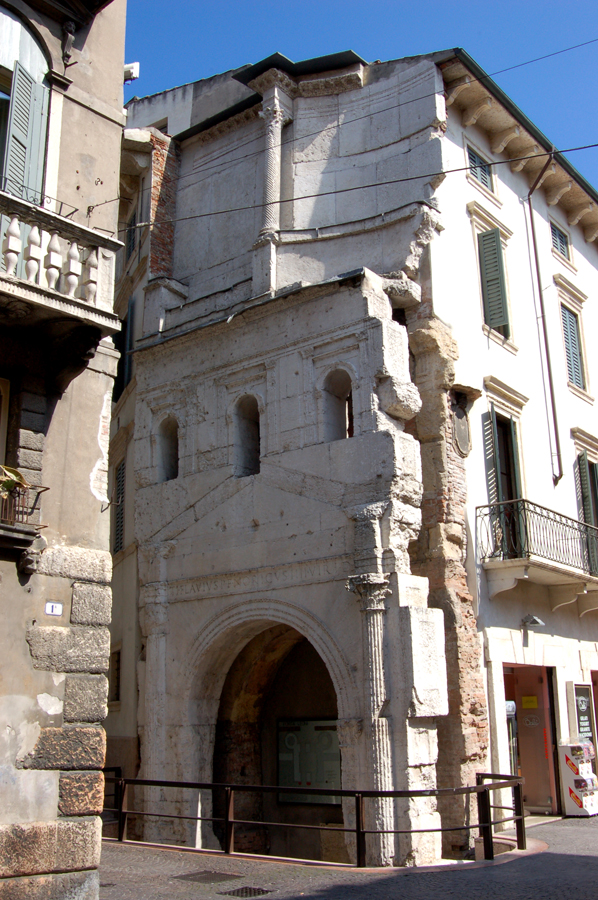
Porta Leoni
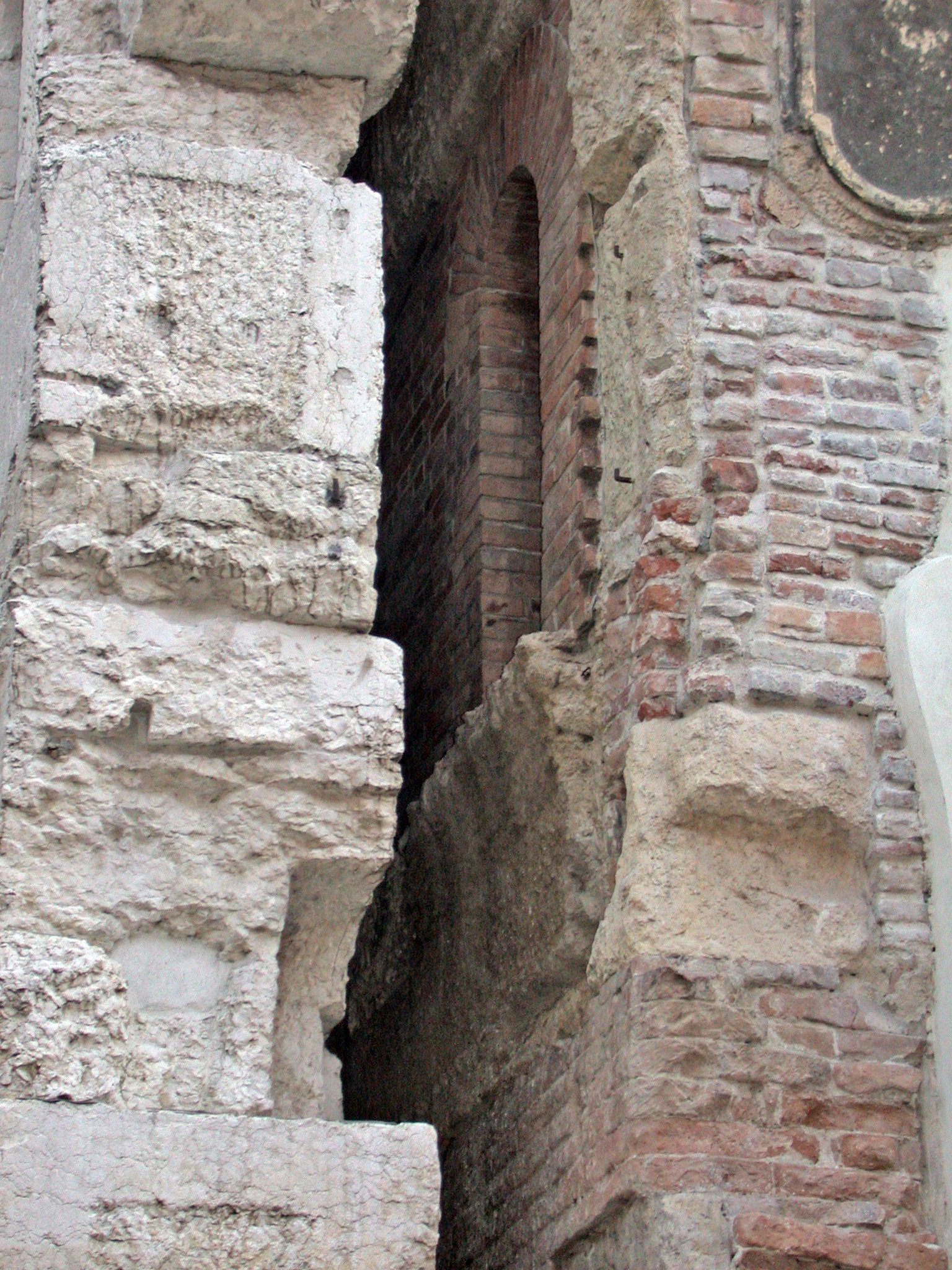
Spalt zwischen Fassade und Außenmauer der Porta Leoni
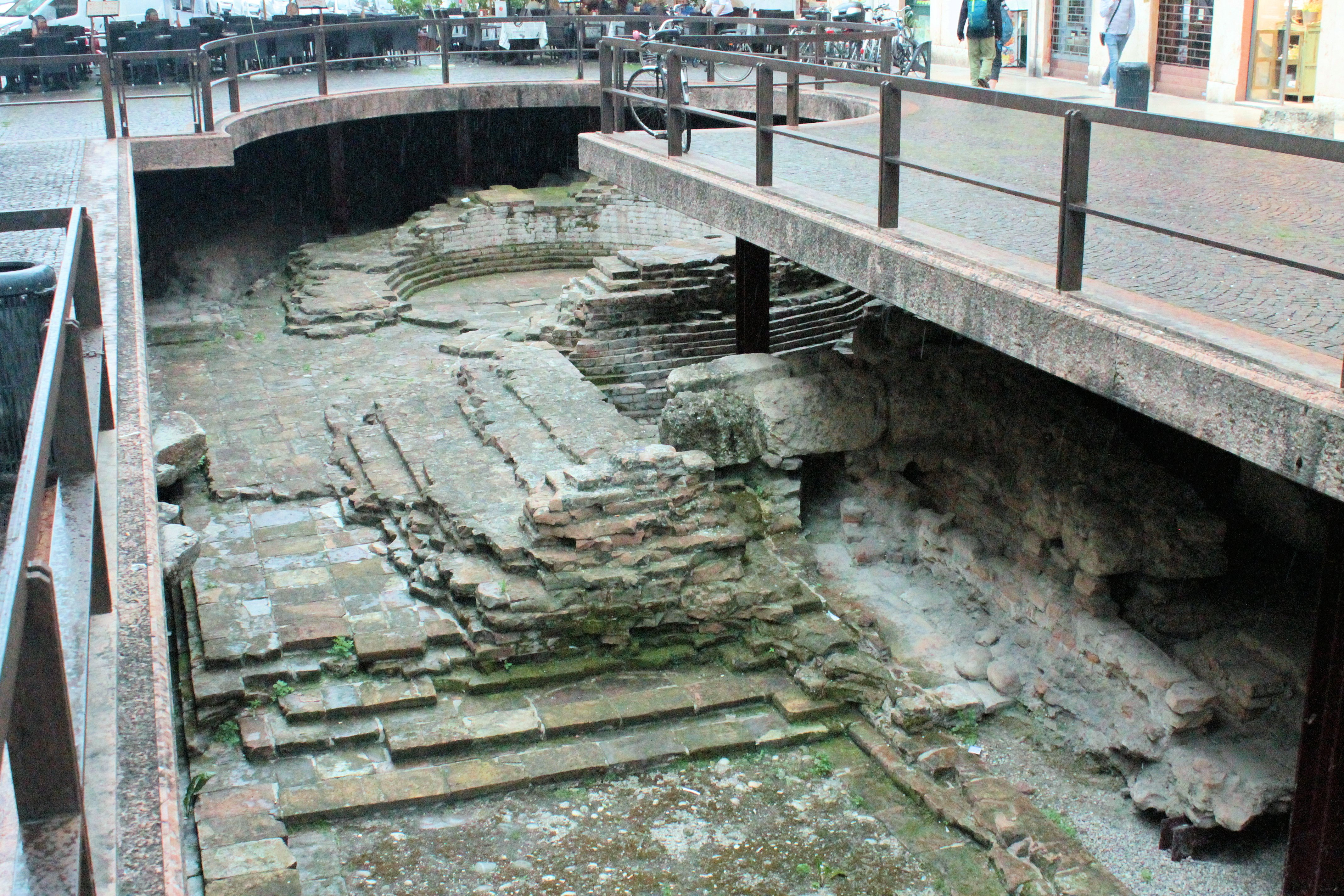
Freigelegte Fundamente der Porta Leoni
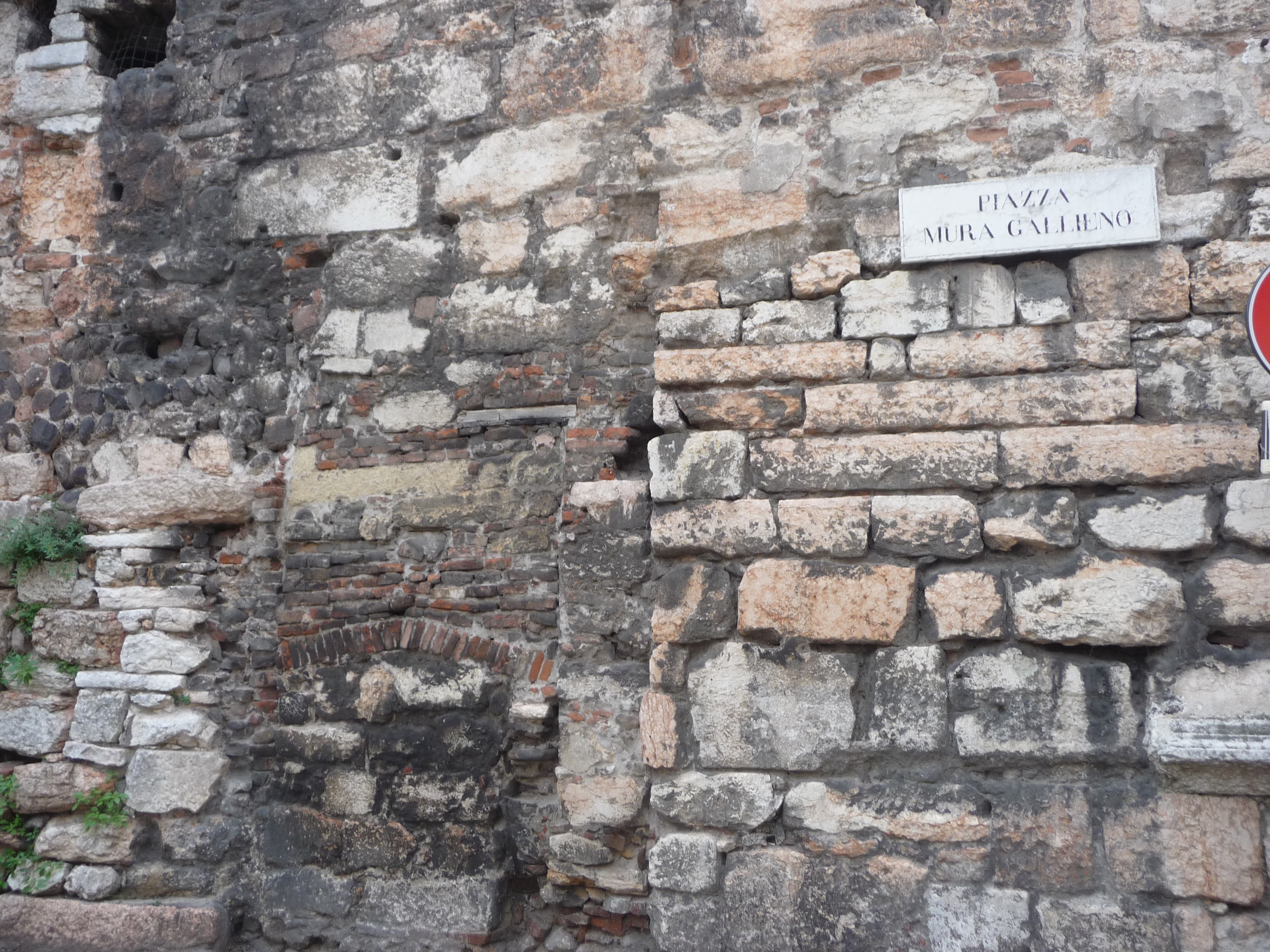
Reste der unter Kaiser Gallienus erbauten Mauern hinter der Arena
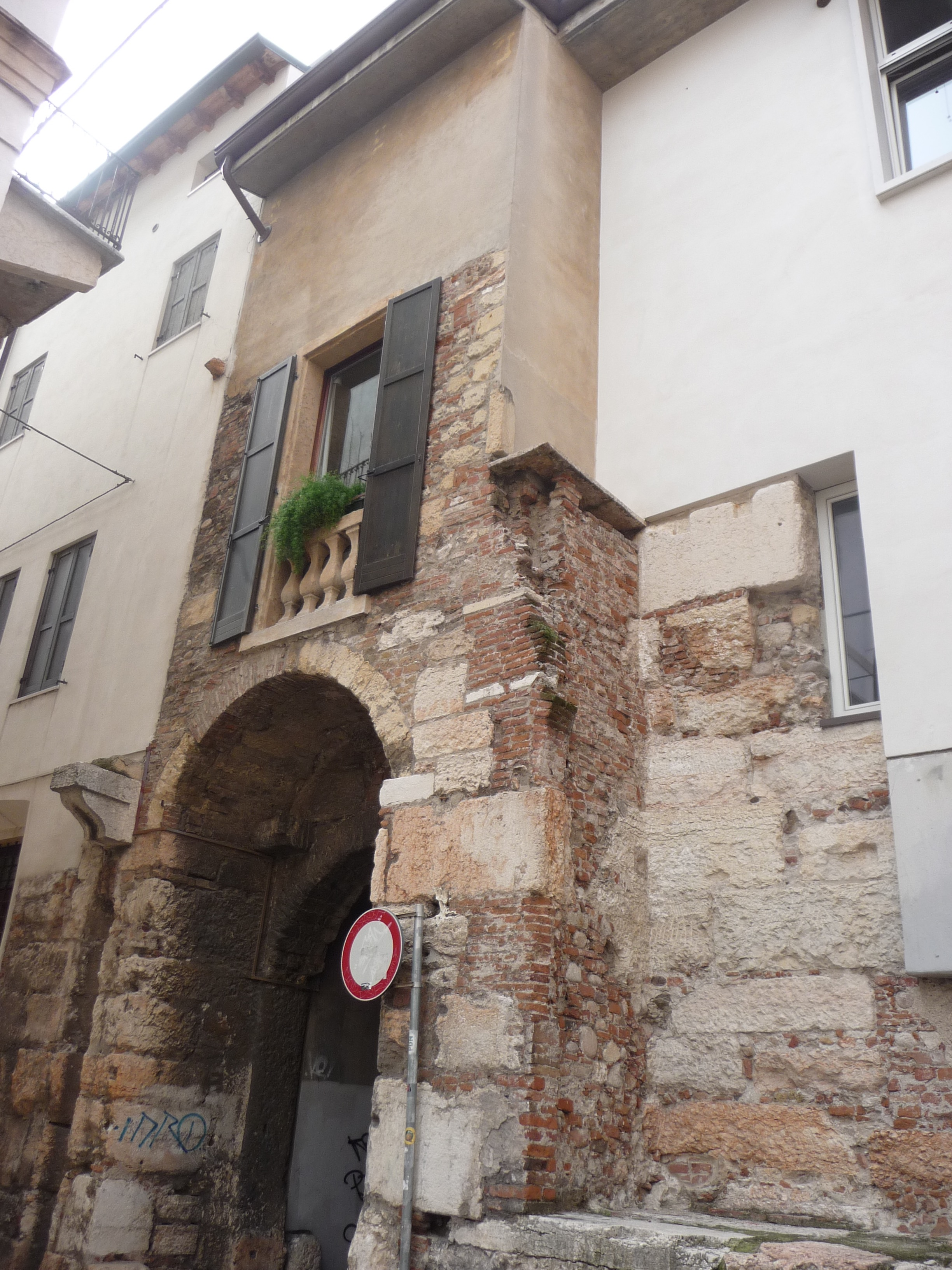
Nebentor in der Via Farina
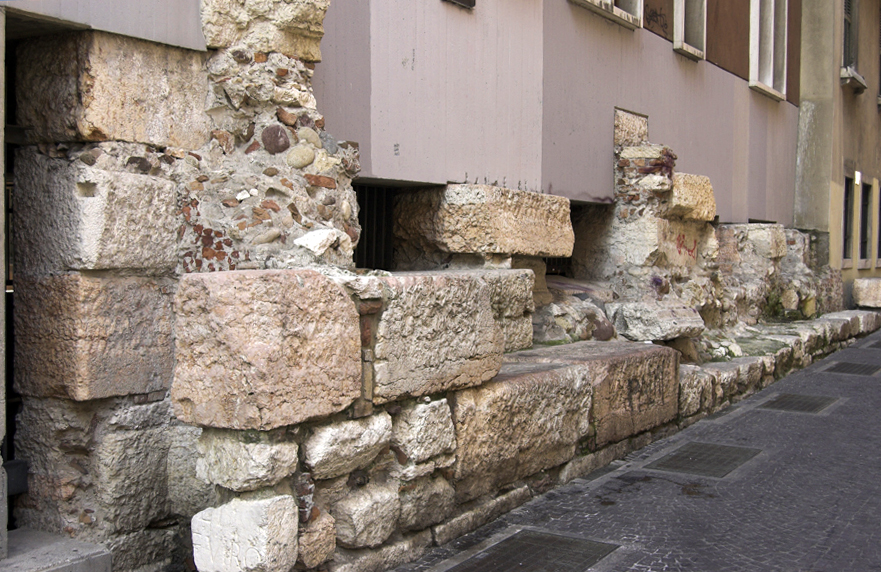
Überreste der unter Theoderich erbauten Mauern im Vicolo del Guasto

### Via San Cosimo
In der Via San Cosimo, einer Seitenstraße der Via Leoncino, ist seit 2021 ein unter dem Straßenniveau liegender archäologischer Fundplatz für Besucher geöffnet, an dem unter anderem auch Reste der römischen und ostgotischen Stadtmauern erhalten sind. Zu sehen sind hier auch die Reste eines römischen Wehrturmes aus der Kaiserzeit, der in der Folge mit einem Mauersporn zur besseren Verteidigung versehen wurde.

### Vicolo del Guasto, Via Farina und Via Diaz
Südöstlichen der Porta Borsari sind Reste der unter Theoderich im 6. Jahrhundert errichteten zweiten Stadtmauer erhalten, die einige Meter vor der älteren römischen Mauer hochgezogen wurde. In der Via Farina ist noch ein Nebentor erhalten, das im 9. Jahrhundert an der gotischen Mauer angelegt wurde. An der Nordseite der von der Porta Borsari zur Etsch verlaufenden Via Diaz sind an einigen Stellen ebenfalls noch Reste der Mauern des Theoderich auszumachen. Besonders erwähnenswert sind die hier verbauten aus dem 1. und 2. Jahrhundert stammenden und mit Inschriften versehenen römischen Grabsteine.

### Colle San Pietro
Auf der linken Flussseite am Colle San Pietro liegen dagegen keine Reste der römischen Stadtmauern frei. Bei archäologischen Grabungen konnten allerdings sowohl Mauerreste der ersten römischen Stadtmauer und eines Stadttores als auch der ostgotischen Mauer freigelegt werden.

### Ikonografische Darstellungen

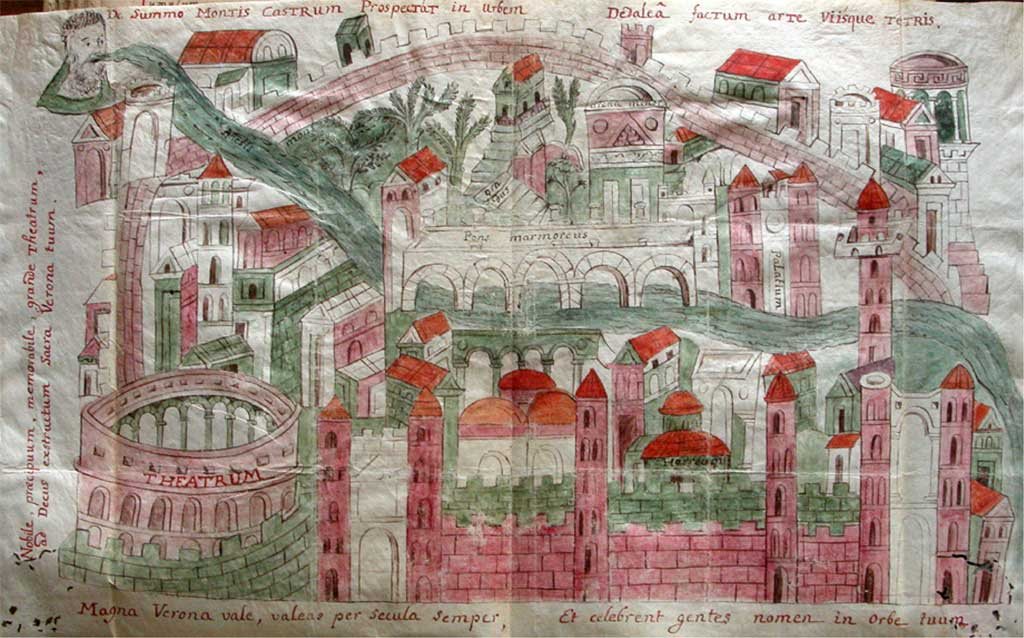
Die Iconografia Rateriana zeigt Verona nach der Völkerwanderung. Im Vordergrund die beiden Stadtmauern. In rot die unter Theoderich erbaute Mauer, dahinter in grün die römische Mauer.

Die einzige erhaltene zeitgenössische Darstellung der römischen Stadtbefestigung zeigt die Belagerung Veronas 312 durch die Truppen Konstantins des Großen und die von den Truppen Maxentius verteidigten Stadtmauern. Die stark vereinfache Darstellung wurde als Fries für den 315 errichteten Konstantinsbogen in Rom angefertigt.
Eine im 10. Jahrhundert vom Bischof Ratherius erstellte und nur als Kopie erhaltene Zeichnung, bekannt als Iconografia rateriana, zeigt die Stadt Verona mit ihren bedeutendsten Bauten, darunter auch die Stadtmauer und die Stadttore aus der Römerzeit, denen die zweite unter Theoderich erbaute Mauer vorausgestellt ist.